# Pilar Pérez Solano
Pilar Pérez Solano (Alicante, 1967) es una directora, productora  y guionista de cine española. Es guionista, directora y productora del documental Las maestras de la República, premio Goya a la mejor película documental en 2014 y de La Defensa, por la Libertad en 2019. 

## Trayectoria
Licenciada en Ciencias de la Información, por la Universidad Complutense de Madrid, continuó su formación en la Escuela de Cine TAI y estudios de fotografía y realización de vídeo.
En 1990 comenzó sus trabajos en la producción cinematográfica.

### Productora
Inició su carrera profesional en el departamento de producción de distintas producciones cinematográficas "Como levantar mil kilos" de Antonio Hernández, o "Luz Negra" de Xavier Bermudez, además de decenas de cortometrajes. 
En 1993 se incorpora al equipo de producción propia de Canal+ España. En esta empresa llegó a ser directora de producción en el departamento de producciones espáciales y documentales, así como de todos los programas promocionales de las películas producidas por Sogecine (making of, trailers, spots, etc).
Siendo directora de producción, el documental Lisboa, faca no coraçao (1996) con guion de Manuel Rivas  fue premiado en el Festival de Nueva York en 1999. Y Poeta en Nueva York (1999), sobre la vida de Federico García Lorca en esta ciudad, fue nominado a los Premios Emmy.
En esta época realizó programas especiales con diferentes temáticas, sobre los Premios Óscar como Vivir y morir en las Vegas (1997); varios sobre el mundo de la publicidad; otros de arte como los Especiales Feria de Arco; sobre cine, Auster y Wang (1996) premio del Festival de Nueva York en 1998 y Viaje alrededor del cine español (1996).
Desde 1996 y hasta 2001 fue directora de producción y retransmisión en directo de las galas del Festival Internacional de Cine de San Sebastián. Además produjo una serie de reportajes de actualidad bajo el título Código Plus, . En el mundo de la ficción televisiva, realizó La rosa de piedra (1999) coproducida por Canal+ y Continental.
En 2001 se incorporó al equipo de Produce+, llevando a cabo trabajos con las principales productoras y televisiones del país. Documentales como Chavela Vargas (2001); Picasso y sus mujeres (2002); Un siglo rojiblanco (2003) y 50 años esperando a Mr. Marshall (2002); Dalí, maestro de sueños (2004) son algunos de sus trabajo como productora y coproductora en estos años.

### Directora-realizadora
En 2004 inició su carrera como directora-realizadora de proyectos. Será en octubre de ese mismo año cuando realice el documental Presidentes de película, sobre el tratamiento de la figura del presidente a través de las películas de Hollywood, que se emitiría por TVE. Posteriormente, realizó para Canal+ dos documentales: Universo Hip-hop (2005), relativo a la cultura hip-hop y Mil y una Lolas (2005) sobre la figura de Lola Flores.
Tras catorce años trabajando para SOGECABLE, en 2007 deja el grupo empresarial para crear su propia empresa, Transit Producciones, S.L., dedicada a la producción audiovisual.
A partir de este momento, dirige, produce y escribe guiones como la Serie documental Suspiros de España para Castilla-La Mancha TV (2009) y el documental Murales (2010), seleccionado a concurso en la SEMINCI (Semana Internacional de cine de Valladolid) en la sección "Tiempo de Historia" y estrenado en Nueva York dentro del programa "Window to Spain"

### Las maestras de la república
Elaborado sobre la base de varias investigaciones de historiadoras como Carmen Agulló, Sara Ramos o Mar del Pozo y testimonios de familiares como Alfonso Vigre, hermano de Julia Vigre García, Hilda Farfante hija de maestra y maestro republicanos asesinados en 1936, Elvira Ontañón, nieta del institucionista José Ontañón Arias e hija de María Sánchez Arbós maestra de la Institución Libre de Enseñanza, se da a conocer el momento histórico que conocieron estas docentes y su participación en la transformación social de nuestro país a través de la educación.

"Quería continuar difundiendo y dando a conocer esta historia. Creo que es necesario, sobre todo en este momento que estamos viviendo, que todo el mundo conozca a estas mujeres tan valientes, tan comprometidas y con tantos deseos de transformar la sociedad".
Dossier de prensa

El documental Las maestras de la república fue galardonado con el premio Goya a la mejor película documental en 2014. Desde su estreno, ha cosechado un enorme éxito de crítica y público, exhibiéndose en más de 800 salas de todo el país.

### Últimos trabajos
En abril de 2019 estrenó el documental La Defensa, por la libertad, dirigido, producido y con guion de Pilar Pérez Solano. En diciembre de 2019  la Asociación de Comunicadores e Informadores Jurídicos (Acijur) ha otorgado el Premio Puñetas de Bronce a Pilar Pérez Solano, por su reflejo del esfuerzo de las mujeres y los hombres de la abogacía en la construcción de la democracia.
A finales de octubre de 2021 se estrenó la serie de televisión Caminos de la Música, bajo su dirección y con guion de la pianista Marta Moll de Alba. La serie tiene el objetivo de acercar la música al público, apostando por la cultura y la educación.
En 2022 realizó el documental València capital de la República para À Punty el cortometraje documental titulado Donde el trigo crece más alto que obtuvo el Premio al Mejor Documental en el Festival FESCIMED 2023.
Posteriormente estrenó en 2024, Sorollaː una mirada inédita, una serie documental de dos episodios sobre la obra y el legado del pintor Joaquín Sorolla.

## ACCIÓN
Pilar Pérez Solano es Presidenta de la Junta Directiva de ACCIÓN desde junio de 2023.
ACCIÓN es la asociación de directores y directoras de cine de España
y forma parte de FERA, Federación de directoras y directores europeos.

## CIMA
Pilar Pérez Solano forma parte de la Junta Directiva de CIMA Asociación de mujeres cineastas y de medios audiovisuales cuya motivación común es conseguir que las mujeres tengan voz y presencia en la creación, dirección e industria del cine y la televisión.
Formó parte del Consejo Rector del Festival Internacional de Cine de Cuenca "Mujeres en Dirección" y ha colaborado y dirigido las galas en todas las ediciones celebradas desde su creación (2006-2012).

## Cargos públicos
En septiembre de 2015, se incorpora como asesora de la presidencia de la Generalitat Valenciana  para prestación de labores de apoyo al comisionado de Radio Televisión Valenciana. hasta el 31 de agosto de 2018.
El 19 de noviembre de 2015 Pilar Pérez Solano es nombrada Presidenta del Consejo de Administración de la Ciudad de la Luz de Alicante, hasta el 31 de agosto de 2018.

## Filmografía y obra
- Lisboa, faca no coraçao (1996). Productora.
- Vivir y morir en las Vegas (1997). Programa especial sobre los premios Óscar. Productora
- Auster y Wang (1996). Programa especial sobre cine. Productora.
- Viaje alrededor del cine español (1996).
- Poeta en Nueva York (1999). Productora
- Dalí, maestro de sueños (2000). Productora.
- Chavela Vargas (2001). Productora.
- Picasso y sus mujeres (2002). Productora.
- 50 Años esperando a Mr. Marshall (2002). Productora.
- Universo HipHop (2005). Directora.
- Mil y una Lolas (2005). Directora.
- Presidentes de película (2005). Directora.
- La fama y su séquito (2005). Directora.
- Crebinskiy (2007). Directora de producción junto a Sergio Gil.
- Hay que vivir (2007) TV Movies. TVE. Productora.
- El jugador (2007). TVE. Productora.
- Años perdidos (2007). TVE. Productora.
- 2 De mayo los héroes olvidados (2008). Documental de producción. Telemadrid. Productora.
- Desaparecida,  serie ficción (2008). TVMovies. TVE Productora.
- Galas del festival mujeres en producción, Cuenca (2006-2012). Directora y guionista.
- Suspiros de España (2009). Directora, productora y guionista. Serie documental para Castilla-La Mancha TV.
- Murales (2010). Directora y productora.
- Las maestras de la república (2013).  Directora, guionista y productora.
- La Defensa, por la libertad (2019). Directora, guionista y productora.[7]
- Caminos de la Música. 2021 Directora. Serie documental. Orange TV.
- Valencia capital de la República. 2022. Directora, productora y guionista. À Pùnt TV.
- Donde el Trigo crece más alto. 27m. Directora, productora y guionista. Premio Festival FESCIMED 2023 al Mejor cortometraje